# Casa medieval no Vicolo della Luce

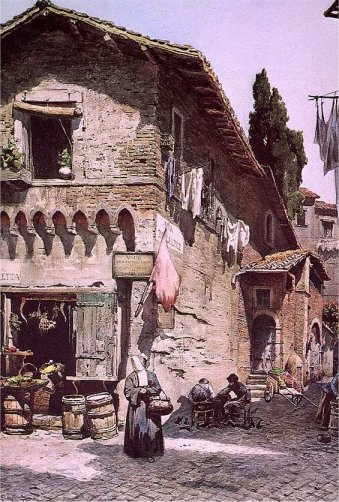
Ettore Roesler Franz (década de 1880).

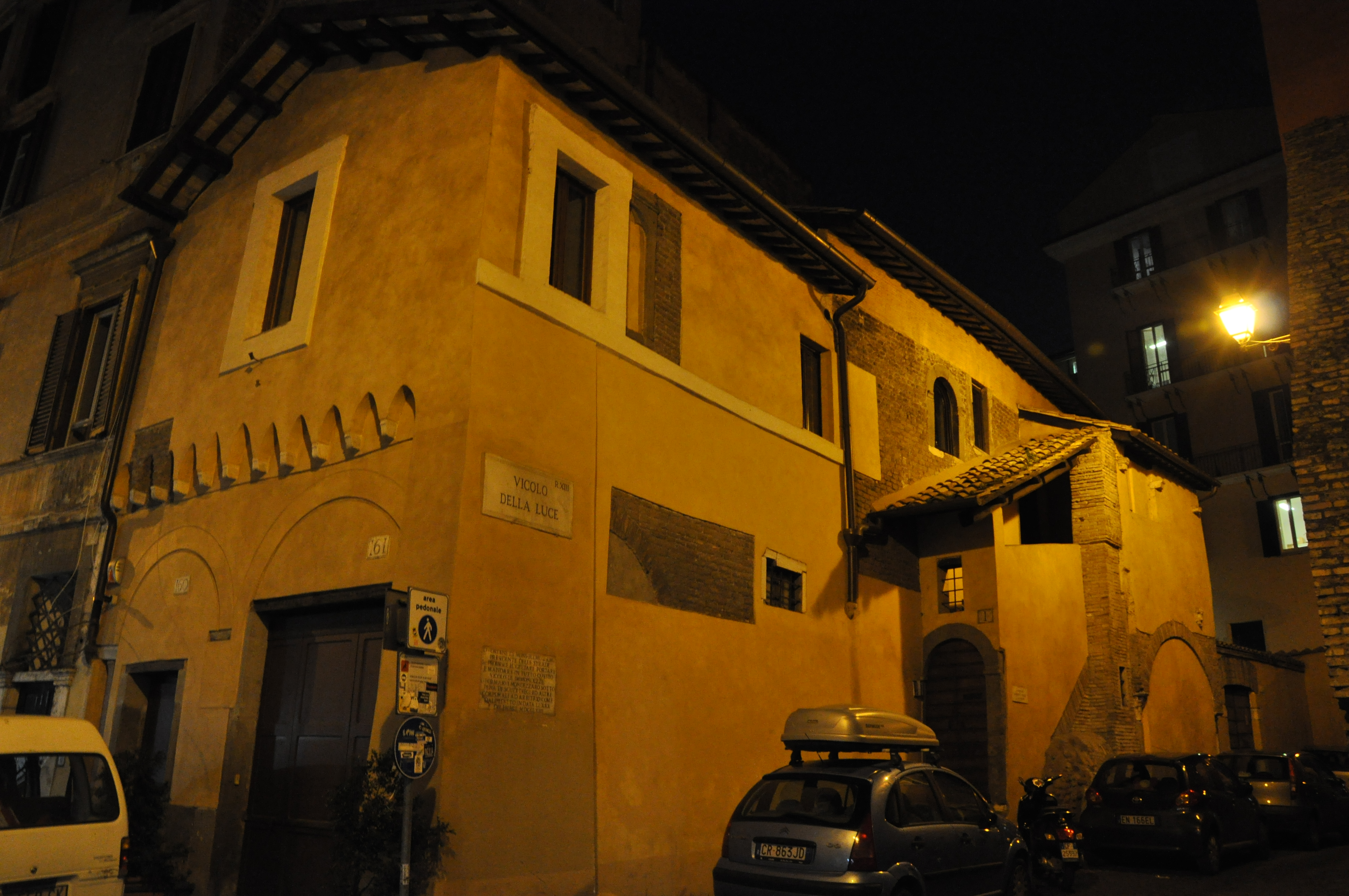
Vista noturna moderna.

Casa medieval no Vicolo della Luce é uma antiga residência medieval localizada na esquina do Vicolo della Luce com a Via della Lungaretta, no rione Trastevere de Roma.

## História
O Vicolo della Luce liga a Via della Lungaretta com a Via della Gensola e deve seu nome à vizinha igreja de Santa Maria della Luce. Na esquina das duas primeiras está uma notável casa medieval com estrutura de pequenos tijolos de tufo e argila. No piso terro, um corpo avançado com uma escadaria externa e duas colunas com capitéis de mármore que sustentam um arco de tijolos, atualmente emparedado, mas que originalmente era o portal de entrada.
A casa, apesar das reformas, das pinturas e das transformações, conserva ainda intacto o seu fascínio antigo, aumentado pelas vigas antigas ainda visíveis na lógia do piso superior e pela cabeça de Baco incrustada na parede imediatamente acima do arco. A beleza desta esquina medieval é também enfatizada pelo fato de ter sido imortalizada por uma tela pintada por Ettore Roesler Franz, uma "fotografia" de cerca de um século e meio atrás: a entrada comercial atual na Via della Lungaretta (nº 161) era a antiga entrada para a Osteria del Cipresso, como indica a placa de madeira na perde, que oferecia "Vino delli Castelli Romani con cucina casareccia" ("vinho dos castelos romanos com comida caseira"). Ao lado da pequena placa pode-se notar uma bandeira vermelha, ainda hoje utilizada para indicar à clientela um estabelecimento que serve vinho. 
No início da Via della Luce, sob a placa indicativa do nome da rua está uma outra placa afixada no local em 1763 pelo então presidente delle strade, o monsenhor Passionei, que diz o seguinte: "D'ORDINE DI MONS ILLMO E RMO PRESIDENTE DELLE STRADE SI PROIBISCE IL GETTARE PORTARE E MANDARE IN TUTTO QUESTO VICOLO LE IMMONDEZZE O FORMARVI IMMONDEZZARO SOTTO PENA DI SCUDI DIECI ED ALTRE CORPORALI AD ARBITRIO COME DALL'EDITTO IN DATA LI XXX DECEMBRE MDCCLXIII" (uma admoestação contra jogar lixo no local).